# شارلوت أورباخ
شارلوت أورباخ، (بالألمانية: Charlotte Auerbach)، أو حسب أصدقائها حول العالم: لوت، (بالألمانية: Lotte) هي مكتشفة إمكانية التغير الجيني بشكل اصطناعي عن طريق العلاج بذبابة الفاكهة مع غاز الخردل، اكتسبت شهرتها لاحقا لمعرفتها العميقة في علم الوراثة الكلاسيكي.

## عائلتها
ولدت شارلوت أورباخ لدى عائلة ذات توجهات مختلفة عاشت في بريسلاو (فروتسواف حاليا)، كان عدد من أفراد العائلة يعملون في جوانب مختلفة من العلوم، وكان أبوها فريدريخ أورباخ عالم كيمياء، بحث في القضايا وعمل في حل مشكلات التغذية التي نشأت في برلين خلال الحرب العالمية الأولى وبعدها، تزوج من أمها سيلما عام 1897، وكانت أمها محبة للشعر والموسيقى.

## دراستها
اتجهت عندما كبرت إلى الدراسة في برلين عام 1904 حيث حمل والدها منصبا في الخدمة المدنية، وتعلمت منه كثيرا عن الطبيعة والموسيقى من خلال حديثها معه، ورغم أن المدرسة التي قضت بها كل سنواتها الدراسية علَّمت القليل من علم الأحياء، قضى أستاذها ساعة لإعطاء موضوع من خارج المنهاج الدراسي زودتها حسب قولها: “بإحدى التجارب الروحية القليلة في حياتها”.
لم تكن أورباخ محددة ماذا ستدرس في الجامعة، فعملت بنصيحة والدها بأن تحضر بشكل غير رسمي مختلف المحاضرات خلال فصلها الأول في جامعة برلين عام 1919 وأرادت متابعة دراستها، فاختارت بعد فترة وجيزة دراسة علم الأحياء، وتأثرت بكارل هايدر وماكس هارتمان الذين كانا من المحاضرين الذين حضرت حصصهم، ثم في العام الجامعي 1920-21 دخلت جامعة في فورتسبورغ وتأثرت بالمحاضر كنايب في علم النبات، وفي العام الجامعي 1921-22 عادت إلى جامعة برلين لدراسة الكيمياء ثم ذهبت إلى فرايبورغ لعامين. في عام 1924 عادت إلى برلين منهية امتحاناتها بدرجة (جيد جدا)، ورغم أن المحاضر هايدر اعتبر أطروحتها جيدة كفاية للنشر، رفضت اقتراحه وأرادت التحضير لتصبح أستاذة في مدرسة ثانوية، وأنهت اختبارات التدريس الثانوي بدرجة التميز في شهر نوفمبر من عام 1924.

## عملها كأستاذة
عملت بعد ذلك في مدرسة خاصة في هيدلبرغ من نوفمبر من عام 1924 إلى عيد القيامة من عام 1925، ووظفت لفترة قصيرة في مدرسة في فرانكفورت ثم تم فصلها على ما يبدو لأنها كانت يهودية، وفي عام 1928 حصلت على ميراث فبدأت بحثها للدراسات العليا في علم النفس الحديث لدى أوتو مانغولد في معهد كايسر فيلهيلم للأحياء في داليم في برلين، لكنها وجدت العمل لديه “غير مرجو” لكونه أصبح عضوا في الحزب النازي فيما بعد.
بعد نفاد أموال ميراثها عام 1929، تركت العمل مع مانغولد وعملت في السنوات التالية في ثانويات بنات مختلفة في برلين.
وفي أبريل من عام 1933، صدرت قوانين من الحكومة الوطنية الاشتراكية في ألمانيا أدت إلى توقفها عن التدريس، فأرادت مغادرة ألمانيا، وساعدها أحد أصدقاء والدها وهو هيربرت فرويندليخ الذي كان يدرِّس في لندن، وأوصلها إلى جيورج بارغر وهو بروفيسور في الكيمياء فيما يتعلق بالطب، فخططت عندئذ للذهاب إلى أدنبرة.